# Муниципальные выборы в Финляндии (2012)
Муниципальные выборы в Финляндии, 2012 (фин. Kunnallisvaalit 2012) — муниципальные выборы, прошедшие в Финляндии 28 октября 2012 года в ходе которых было избрано около 10 тысяч депутатов муниципальных советов.
На выборах баллотировалось рекордное количество иммигрантов (770 человек): от Социал-демократической партии Финляндии — более 100, от Истинных Финнов — почти 30 кандидатов-иммигрантов, от Шведской народной партии — 26 кандидатов-иммигрантов. Количество кандидатов в списках Зелёных и Христианских демократов уменьшилось на несколько человек.
За подсчётом голосов и объявлением результатов выборов можно было следить на теле- и радиоканалах YLE, а также на страницах YLE в Интернете. Одним из новшеств данных выборов была возможность следить за подсчётом голосов в своём родном муниципалитете на Интернет-страницах YLE.

## Предвыборная кампания
Секретарь партии Центра Тимо Лаанинен заявляла, что в связи прошедшими президентскими выборами которые потребовали много времени и ресурсов, а также в связи с предпринятой правительством Финляндии муниципальной реформой, её партии не удавалось набрать достаточное количество подходящих кандидатов для участия в муниципальных выборах.
Для привлечения голосов иммигрантов, проживающих в Финляндии и имеющих право голоса после двух лет проживания в стране, на средства Европейского Союза провели серию мероприятий, цель которых была — познакомить иммигрантов с финской системой местного самоуправления и поощрить их к участию в муниципальных выборах.
Так как Финляндия в своей выборной системе придерживается метода д’Ондта, то выборы прошли согласно таблице пропорциональностей:
| Население       | Число представителей |
| --------------- | -------------------- |
| менее 2,000     | 13, 15 или 17        |
| 2,001—4,000     | 21                   |
| 4,001—8,000     | 27                   |
| 8,001—15,000    | 35                   |
| 15,001—30,000   | 43                   |
| 30,001—60,000   | 51                   |
| 60,001—120,000  | 59                   |
| 120,001—250,000 | 67                   |
| 250,001—400,000 | 75                   |
| более 400,000   | 85                   |

В предпоследнюю категорию попал только город Эспоо, в последнюю — только Хельсинки. Не-граждане Финляндии могли проголосовать на муниципальных выборах в случае, если они постоянно проживают в стране более 2 лет.
10 октября 2012 года (за неделю до выборов) по всей Финляндии были размещены рекламные щиты с именами кандидатов, а 27 октября стало последним днём предвыборной агитации со стороны политических партий.
В ходе агитации были выявлены некоторые злоупотребления и случаи коррупции.

## Опросы общественного мнения
По данным опроса, осуществлённого компанией TNS Gallupin, 64 % ответивших граждан сообщили, что будут голосовать на муниципальных выборах, 40 % сообщили, что голосуют ради протеста, также половина из участвующих в опросе, заявили, что голосуют, скорее всего, за партию, а не за отдельного кандидата. Каждый четвёртый финн считает, что их голос не повлияет на результаты выборов.
Последний день подачи списка кандидатов для участия в выборах показал, что партиям было сложно привлечь в муниципальную политику молодёжь и женщиин.
Опросы предсказали двух- или трёхкратное увеличение рейтинга «Истинных финнов», набравших на прошлых выборах около 5 % голосов. Судя по опросам, жёсткая борьба за второе и третье место на выборах должна была вестись между СДП и «Центром».

## Голосование
Общее количество имевших право голоса на выборах составило 4 307 881 человек.

### Предварительное голосование
Предварительное голосование проходило в период с 10 по 23 октября, в ходе которого проголосовал 1 050 981 человек (24,4 % избирателей).
20 октября 2012 года завершилось предварительное голосование за границами Финляндии. По данным МИД Финляндии предварительное голосование было организовано в 77 государствах в 127 пунктах. На финских морских судах проголосовали 300 человек, а в общей сложности за границей — свыше 8200 человек. В России досрочное голосование было организовано в дипломатических представительствах Финляндии в Москве, Санкт-Петербурге, Петрозаводске и Мурманске.
| Страны голосования    | Испания | США | Турция |
| --------------------- | ------- | --- | ------ |
| Проголосовало человек | 2 485   | 433 | 326    |

## Полномочия депутатов
Полномочия избранных депутатов начались 1 января 2013 года.